# جاي جاكسون
جاي جاكسون (بالإنجليزية: Jay Jackson)‏ هو رئيس تشريفات أمريكي، ولد في 4 نوفمبر 1918 في Stockdale, Ohio ‏ في الولايات المتحدة، وتوفي في 16 أغسطس 2005 في جوبيتر في الولايات المتحدة بسبب ذات الرئة.

## وصلات خارجية
- جاي جاكسون على موقع IMDb (الإنجليزية)
- جاي جاكسون على موقع قاعدة بيانات الفيلم (الإنجليزية)